# SAR 75

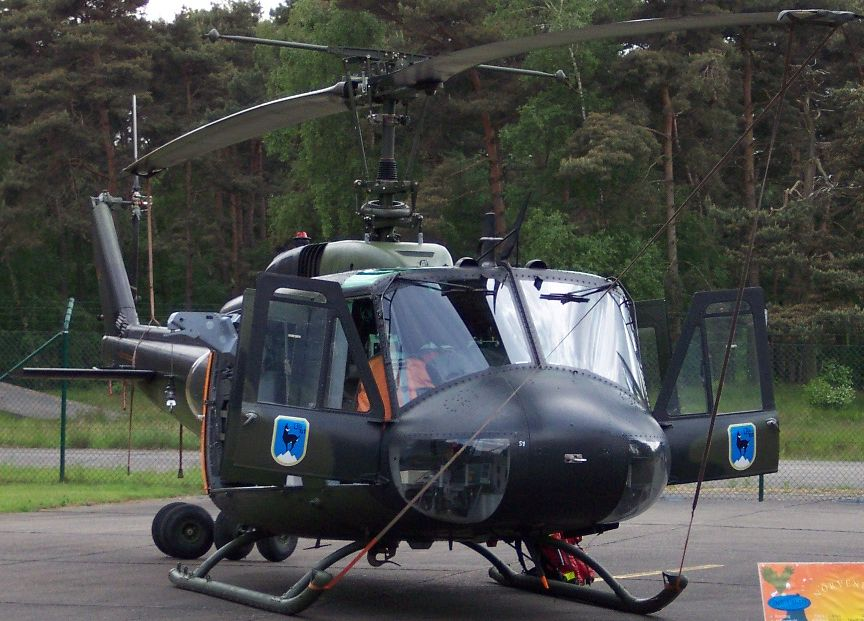
Eine Bell UH-1D des LTG 61, wie sie bis 2003 als SAR 75 in Ulm im Einsatz war.

SAR 75 (auch SAR Ulm 75) ist der Name eines ehemaligen Rettungshubschraubers der Bundeswehr, der vom 2. November 1971 bis zum 31. März 2003 in der baden-württembergischen Stadt Ulm (zunächst in der Wilhelmsburg-Kaserne, ab 1983 am Bundeswehrkrankenhaus Ulm) stationiert war. Er war nach Christoph 1 am Krankenhaus München-Harlaching der zweite in der zivilen Luftrettung eingesetzte Rettungshubschrauber in Deutschland. SAR 75 wurde zum 1. April 2003 außer Dienst gestellt und im Rahmen eines zivil-militärischen Betreibermodells von Bundeswehr und ADAC Luftrettung durch den Rettungshubschrauber Christoph 22 ersetzt.

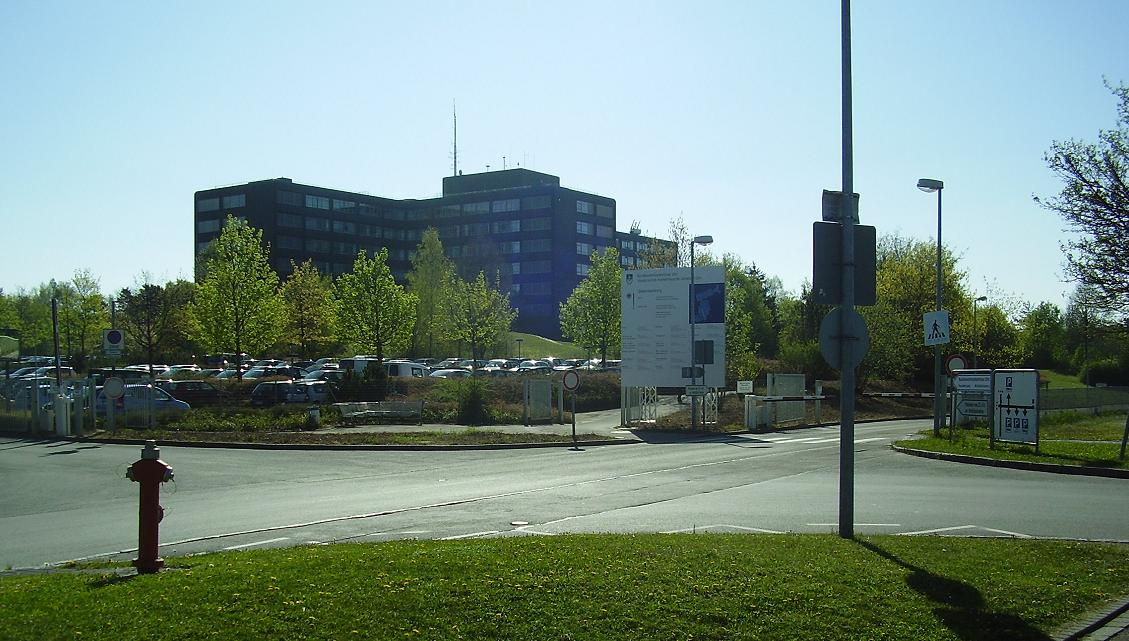
Das Bundeswehrkrankenhaus Ulm, langjähriger Standort von SAR 75.

## Geschichte

### Vorgeschichte
Eine der treibenden Kräfte in der Entwicklung der zivilen Luftrettung in Deutschland in der zweiten Hälfte der 1960er-Jahre war der als Pionier der Notfallmedizin bekannte Oberstarzt Friedrich Wilhelm Ahnefeld, der zu diesem Zeitpunkt Chefarzt des noch im Aufbau befindlichen Bundeswehrkrankenhauses Ulm war. Nachdem die Bundesregierung in ihrem Verkehrspolitischen Bericht aus dem Jahr 1970 festgestellt hatte, dass der Sanitätsdienst der Bundeswehr sich aufgrund der zunehmenden Zahl an Verkehrsunfällen unter bestimmtem Voraussetzungen am zivilen Rettungsdienst beteiligen solle, wurde Ahnefeld mit dem Aufbau eine Test-Rettungszentrums in Ulm beauftragt.

### Test-Rettungszentrum
Im Mai 1971 genehmigte das Bundesministerium der Verteidigung in Bonn den Betrieb am neuen Test-Rettungszentrum in Ulm, der sich zunächst über einen Zeitraum von sechs Monaten erstrecken sollte. Der erste Einsatz eines Rettungshubschraubers in Ulm wurde am 9. August 1971 durchgeführt; als Hubschrauber kam dabei eine vom DRK Landesverband Baden-Württemberg zur Verfügung gestellte Maschine vom Typ Alouette II zum Einsatz. Mit der Stationierung einer Bell UH-1D am 2. November 1971 wurde das Test-Rettungszentrum offiziell in Betrieb genommen. Neben dem Hubschrauber, der den Funkrufnamen SAR Ulm 75 erhielt, wurden außerdem ein Arztwagen und ein Rettungswagen der Bundeswehr in Ulm in Dienst gestellt.
Während der Testphase kehrte der Rettungshubschrauber jeden Abend nach Dienstende zum Fliegerhorst Landsberg/Lech zurück, auf dem das Lufttransportgeschwader 61 (LTG 61), zu dessen SAR-Staffel SAR 75 gehörte, stationiert war. Da dieses Vorgehen bald als zu kosten- und zeitintensiv betrachtet wurde, erfolgte im März 1972 die dauerhafte Stationierung von Hubschrauber und Besatzung in der Ulmer Wilhelmsburg-Kaserne.
Im Mai 1973 stellte die Feuerwehr Ulm den ersten hydraulisch betriebenen Rettungsspreizer in Europa in Dienst. Am 29. August 1974 wurde SAR 75 erstmals eingesetzt, um diesen Rettungsspreizer zu einem schweren Verkehrsunfall zu fliegen. Um solche Einsätze danach besser bewältigen zu können, wurde eigens eine tragbare Einheit für den Spreizer mit Verbrennungsmotor konstruiert, die in den Rettungshubschrauber verladen werden konnte. Dieser Hubschrauber-Rettungssatz stand ab September 1974 zur Verfügung und kam bis zur flächendeckenden Einführung von hydraulischen Rettungssätzen 1986 insgesamt 136-mal zum Einsatz. Der Hubschrauber-Rettungssatz ist heute in der Eingangshalle der Hauptfeuerwache in der Keplerstraße ausgestellt.

### Luftrettungszentrum am Bundeswehrkrankenhaus

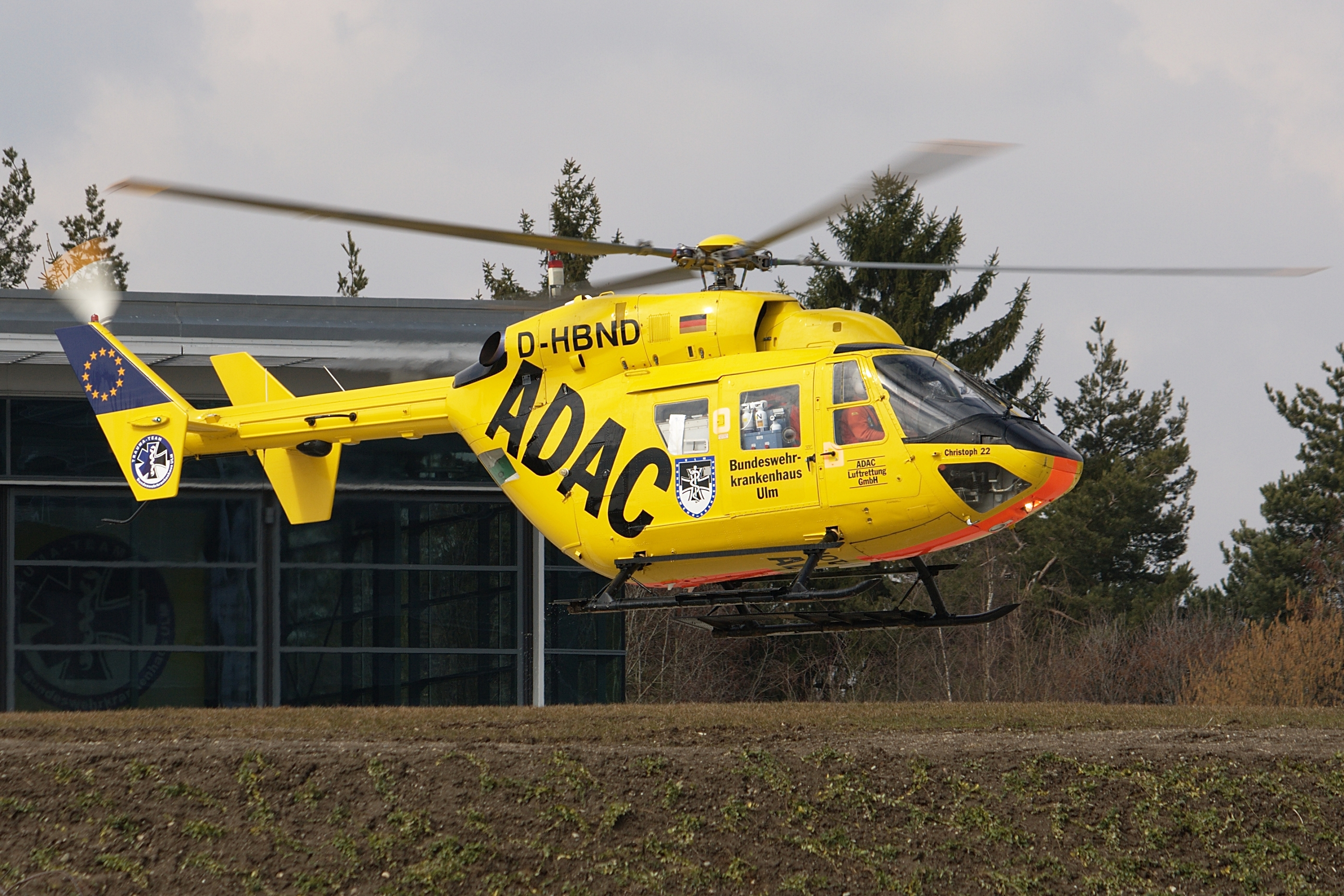
Christoph 22, der SAR 75 zum 1. April 2003 ersetzte, an seinem Hangar am BWK Ulm.

1983 wurde der Hubschrauberlandeplatz des drei Jahre zuvor eröffneten Bundeswehrkrankenhauses auf dem Oberen Eselsberg in Betrieb genommen werden, wodurch SAR 75 erneut einen neuen Standort erhielt. Viele Jahre lang war die Besatzung des Hubschraubers im Schwesternwohnheim auf dem Gelände des BWK untergebracht, weswegen sie bei einem Einsatz zunächst mit einem VW Käfer von der Unterkunft zum Landeplatz fahren musste.
Im Jahr 1996 änderte sich durch eine Neufassung des europäischen Luftfahrtrechts die rechtliche Grundlage für den Einsatz von Hubschraubern in der zivilen Luftrettung. Die bisher von der Bundeswehr eingesetzten Bell UH-1D genügten mit nur einem Triebwerk nicht mehr den gesetzlichen Vorgaben und sollten bis spätestens 2009 durch neue Hubschrauber ersetzt werden. Zudem bedrohte eine sukzessive Reduzierung der SAR-Standorte durch die Bundeswehr auch SAR 75 am BWK Ulm.
Da von Seiten des Bundeswehrkrankenhauses jedoch ein großes Interesse bekundet wurde, auch weiterhin in der Luftrettung mitzuwirken, wurde ein zivil-militärisches Betreibermodell ausgearbeitet, dass sich in dieser Form zuvor bereits am Bundeswehrzentralkrankenhaus Koblenz bewährt hatte. Mit der ADAC Luftrettung einigte man sich schließlich auf einen gemeinsamen Betrieb des zukünftigen Ulmer Rettungshubschraubers: Hubschrauber und Pilot sollten vom ADAC gestellt werden, Notarzt und Rettungsassistent bzw. HEMS Crew Member, jetzt HEMS TC, weiterhin vom Bundeswehrkrankenhaus.
Die Außerdienststellung von SAR 75, der mittlerweile auch unter seinem liebevollen Spitznamen Mathilde bekannt war, war ursprünglich für den 31. Dezember 2002 vorgesehen. Aufgrund einiger Verzögerungen flog Mathilde ihren letzten Einsatz jedoch erst am 31. März 2003. Am nächsten Morgen zu Sonnenaufgang ging ihr Nachfolger, eine Maschine der ADAC Luftrettung vom Typ BK 117, die den Funkrufnamen Christoph 22 erhielt, in Betrieb. In seinen 31 Dienstjahren war SAR 75 zu insgesamt 21.000 Einsätzen abgehoben und hatte 11.300 Flugstunden geleistet.
Seit November 2023 steht der SAR 75 Mathilde als Denkmal mit einer Infotafel wieder vor dem Bundeswehrkrankenhaus Ulm zur Erinnerung an Friedrich Wilhelm Ahnefeld als Begründer der Luftrettung Ulm und an gefallene Kameraden aus dem BwK.